# Ólafsfell
Ólafsfell är ett berg i republiken Island. Det ligger i regionen Suðurland, 160 km öster om huvudstaden Reykjavík. Toppen på ólafsfell är 941 meter över havet.
Trakten runt Ólafsfell är nära nog obefolkad, med mindre än två invånare per kvadratkilometer. Det finns inga samhällen i närheten. Trakten runt Ólafsfell är permanent täckt av is och snö.